# Francisco Pérez González
Francisco Pérez González (ur. 13 stycznia 1947 w Frandovínez) – hiszpański duchowny katolicki, arcybiskup Pampeluny w latach 2007–2023.

## Życiorys
Święcenia kapłańskie otrzymał 21 lipca 1973 i został inkardynowany do archidiecezji Burgos. Przez kilka lat pracował duszpastersko na terenie archidiecezji, studiował także w Madrycie i Barcelonie. W 1981 został prezbiterem archidiecezji madryckiej. Pełnił w niej funkcje m.in. wychowawcy i ojca duchownego madryckiego seminarium.

### Episkopat
16 grudnia 1995 papież Jan Paweł II mianował go biskupem ordynariuszem diecezji Osma-Soria. Sakry biskupiej udzielił mu w Rzymie 6 stycznia 1996 sam papież.
Następnie w 2003 został ordynariuszem hiszpańskiego Ordynariatu Wojskowego z honorowym tytułem arcybiskupa ad prsonam.
31 lipca 2007 został mianowany arcybiskupem Pampeluny. 9 listopada 2023 papież Franciszek przyjął jego rezygnację z pełnionego urzędu, złożóną ze względu na wiek.